# Алексеев, Иван Арестович
Алексеев Иван Арестович (15 декабря 1933, Ленинград — 14 сентября 2006, Санкт-Петербург) — советский живописец-реставратор, член Ленинградского Союза художников, лауреат Государственной премии РФ.

## Биография
Окончил ЛВХПУ имени В. И. Мухиной. Более полувека занимался реставрацией монументальной и станковой живописи дворцово-парковых ансамблей Ленинграда-Петербурга и его пригородов. В том числе монументальной живописи в Исаакиевском соборе, Екатерининском дворце в Царском Селе, воссозданием погибших во время войны произведений монументальной живописи итальянских мастеров XVIII века во дворцах Петергофа, Павловска, Ораниенбаума, Гатчины, что и сегодня не имеет аналогов в мировой реставрационной практике. Один из основателей ленинградской школы реставраторов, возродивших разрушенные войной памятники Петербурга и пригородные дворцово-парковые ансамбли. За комплекс работ по воссозданию и реставрации живописи в памятниках архитектуры Санкт-Петербурга и его пригородов И. Алексеев был удостоен в 1993 году государственной премии Российской Федерации в области изобразительного искусства. В 2006 году за большой вклад в воссоздание Янтарной комнаты Екатерининского дворца И. Алексеев был награждён медалью ордена «За заслуги перед Отечеством» II степени. 
Скончался в 2006 году в Санкт-Петербурге на 73-м году жизни.